# Какие наши годы! (фильм)
«Какие наши годы!» — советский художественный фильм 1980 года, снятый на киностудии «Узбекфильм». Сюжетно связан с другими фильмами Эльёра Ишмухамедова «Нежность» (1966) и «Влюблённые» (1969), показывая их главных героев 15 лет спустя.

## Сюжет
Ташкент. Таш (Рустам Сагдуллаев) работает шофёром на автобазе. Однажды Назар (Лембит Ульфсак) защитил Таша и его подругу Тому (Елена Цыплакова) от хулиганов. Они становятся друзьями, а вскоре благодаря пробивному Назару — напарниками-дальнобойщиками на КамАЗе-«холодильнике». В один из рейсов Назар спасает дочь ответственного работника Майю (Елена Проклова) от её пьяных приятелей и становится другом семьи Осташенко (Леонид Броневой). Назар бросает свою девушку, вскоре его переводят в управление автобазы, а когда он заваливает экзамены в институт, отец Майи договаривается, чтобы Назара приняли на заочный. Таша перевели из дальнобойщиков обратно на ЗиЛ, а его девушка ушла к другому. Назар женился на Майе.
Когда заболел отец Таша, понадобилось редкое лекарство «ангилон». Таш обошёл все аптеки города и не смог его найти, но случайно встретил старого друга Шухрателло, который и достал лекарство. Однако, оказалось, что ставший обеспеченным человеком, «хозяином жизни», Шухрателло спекулирует лекарством. В ярости Таш избивает бывшего друга и попадает в тюрьму. В конце фильма вернувшийся из тюрьмы Таш встречает Назара, ставшего важным человеком в главке при отце Майи, но не нашедшего своего счастья. Оказалось, что Тома вернулась к Ташу и они вновь вместе.

## В ролях
- Рустам Сагдуллаев — Таш, Рахманов Ташкент Сапроматович, шофёр-дальнобойщик
- Елена Цыплакова — Тома
- Лембит Ульфсак — Назар, Назаров Назар Тимурович
- Елена Проклова — Майя
- Леонид Броневой — Осташенко Михаил Михайлович, отец Майи, партийно-хозяйственный работник
- Светлана Петросьянц — Света
- Сайрам Исаева — Аминахон, мать Майи
- Ровшан Агзамов — Шухрателло
- Уктам Лукманова — мать Таша
- Талгат Нигматулин — Толик Кучкаров
- Пулат Саидкасымов
- Анатолий Поползухин — Вова, жених Томы
- Аброр Турсунов
- Б. Ватаев — эпизод
- Александрс Петуховс — подросток

## Съёмочная группа
- Режиссёр: Эльёр Ишмухамедов
- Автор сценария: Одельша Агишев
- Оператор: Генрих Пилипсон
- Композитор: Евгений Ширяев
- Художник-постановщик: Садир Зиямухамедов
- Звукооператор: Джалал Ахмедов

## Оценки
Кинокритик Сергей Кудрявцев назвал фильм своеобразным продолжением предыдущей картины режиссёра Эльёра Ишмухамедова «Влюблённые»: «„Какие наши годы!..“ — это „Влюблённые“ двенадцать лет спустя». При этом «погружённость героя в более прозаическую среду существенно отличают его от ряда прежних персонажей Агишева и Ишмухамедова, нередко предпочитавших мечтать, романтически видеть всё вокруг и словно воспарять над реалиями жизни».
По мнению киноведа А. В. Фёдорова, картина «получилась социально острой и в лучших эпизодах поэтически одухотворенной».

## Вокал
- В фильме используется выступление группы «Ялла» (песня «Бойчечак»)